# Linia kolejowa Kremmen – Meyenburg
Linia kolejowa Kremmen – Meyenburg – jednotorowa i niezelektryfikowana linia kolejowa w kraju związkowym Brandenburgia, w Niemczech. Łączy stacje Kremmen przez Neuruppin i Wittstock/Dosse z Meyenburgiem.